# ديفيد برات
ديفيد برات (بالإنجليزية: David Pratt)‏ (5 مارس 1896 في المملكة المتحدة - 28 يوليو 1967 بإدنبرة في المملكة المتحدة) هو مدرب كرة قدم ولاعب كرة قدم بريطاني (وحمل سابقاً جنسية المملكة المتحدة لبريطانيا العظمى وأيرلندا) في مركز الدفاع. لعب مع برادفورد سيتي ونادي بوري ونادي سلتيك ونادي ليفربول ويوفل تاون.

## وصلات خارجية
- ديفيد برات على موقع قاعدة بيانات كرة القدم.إي يو (الإنجليزية)